# Pony car

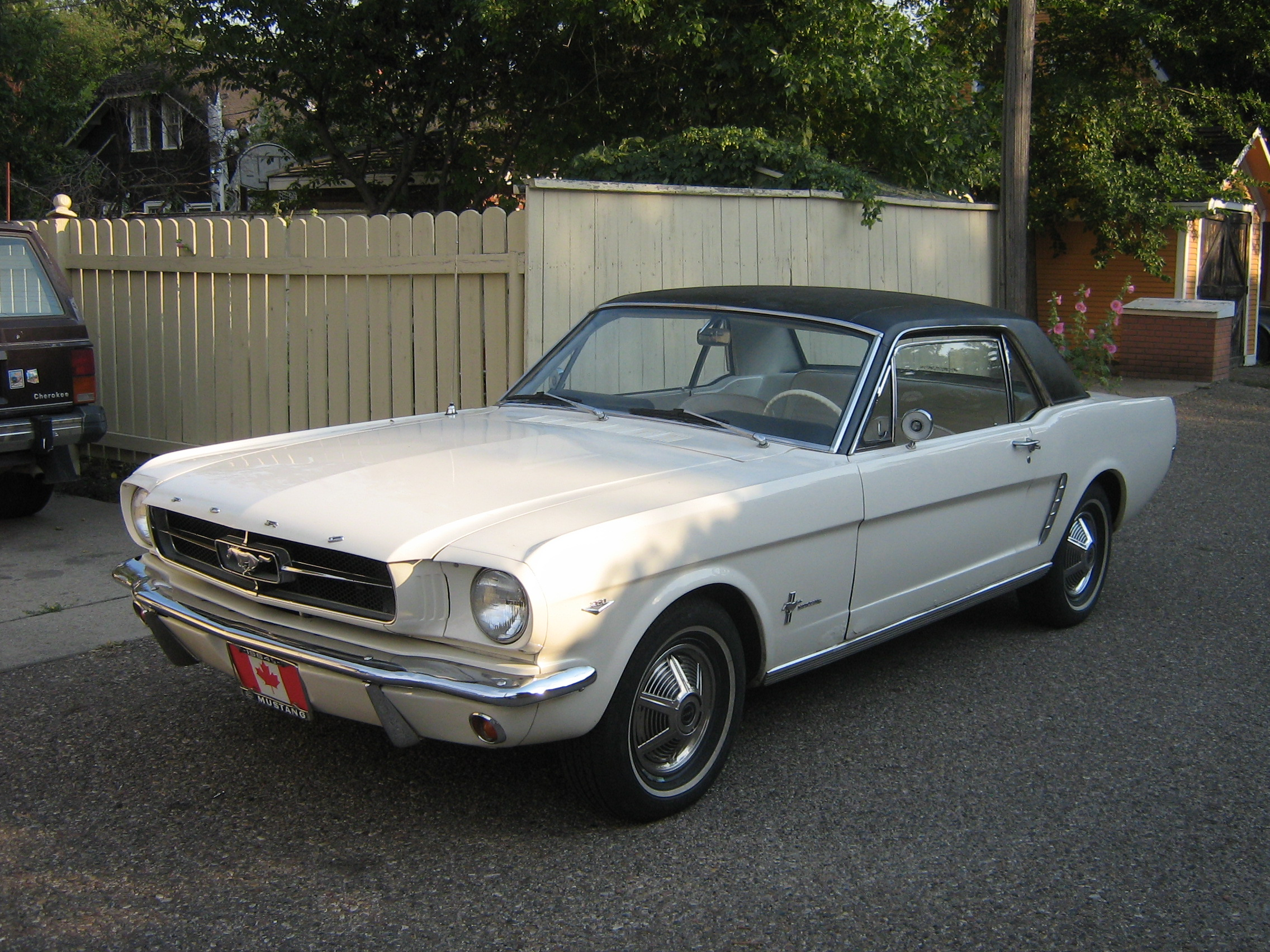
Ford Mustang de 1965

Pony car es una clasificación de automóviles estadounidense que se aplica a cupés o descapotables relativamente asequibles, compactos y con una imagen "deportiva" u orientada al alto rendimiento. Entre sus características comunes se incluyen la tracción trasera, un capó largo, un maletero corto, una amplia gama de opciones para individualizar cada automóvil y el uso de piezas producidas en masa compartidas con otros modelos.
La popularidad de los pony cars se debe en gran medida al lanzamiento del Ford Mustang en 1964.
En la década de 2020 se siguen produciendo en Estados Unidos tres vehículos que se clasifican en esta categoría: el Ford Mustang, el Chevrolet Camaro y el Dodge Challenger.

## Historia

### 1960-1963: Predecesores

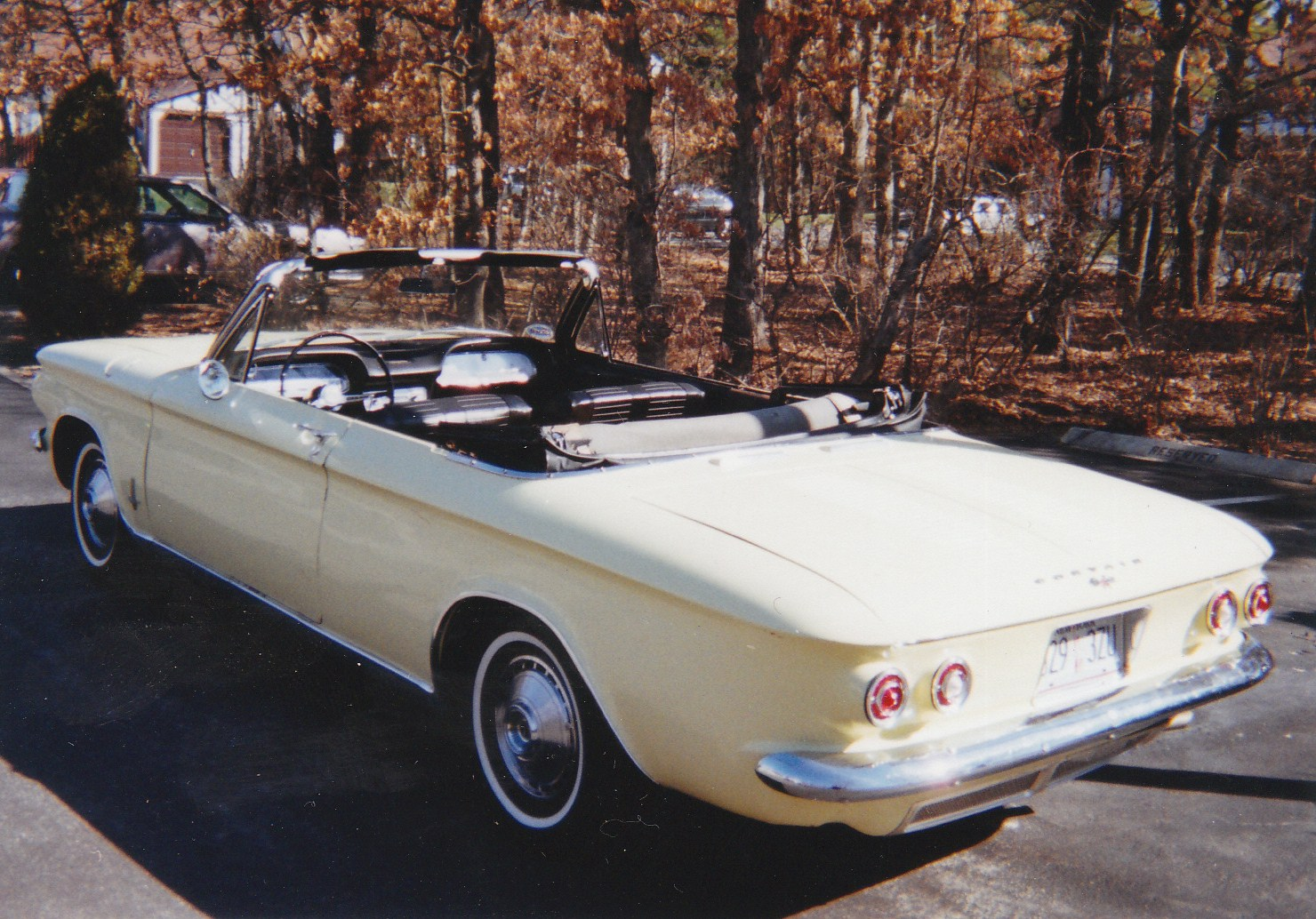
Chevrolet Corvair Monza de 1964

A principios de la década de 1960, Ford, Plymouth y AMC comenzaron a notar un creciente interés en los coches deportivos pequeños y la cada vez mayor importancia de los clientes más jóvenes. Con el fin de convencer a la gerencia de Ford de que aprobara un automóvil pequeño y deportivo para la producción, la empresa suministradora de chapa de acero Budd Company construyó un prototipo convertible de dos asientos llamado XT-Bird, utilizando el chasis del modelo compacto Ford Falcon con la carrocería de un Ford Thunderbird de 1957 modificada. Ford rechazó esta propuesta y prefirió diseñar un automóvil deportivo de cuatro asientos que consideraba que aumentaría su volumen de ventas.
En consecuencia, la Budd Company se puso en contacto con la American Motors Corporation (AMC) para presentarle el prototipo denominado Budd XR-400, basado en un AMC Ambassador de dos puertas de 1962 con un chasis acortado y la carrocería desplazada hacia atrás 16 plg (406 mm) para permitir alojar un capó más largo. Los directivos del fabricante de automóviles "expresaron su interés por un automóvil nuevo con un toque deportivo", de modo que a principios de 1963 se comenzó a trabajar en la idea sobre un AMC Rambler Tarpon, un cupé 2+2 con un techo fastback alargado.
Otro ejemplo de un coche de producción en serie con un gran atractivo deportivo y juvenil era el Chevrolet Corvair de 1960. Inicialmente presentado como un automóvil económico, el modelo Corvair Monza, más deportivo y con terminaciones más lujosas, vendió alrededor de 144.000 unidades en 1961. Los asientos envolventes y la palanca de cambios en el suelo del Corvair Monza iniciaron una tendencia hacia estas características, que se ha perpetuado en la mayoría de coches posteriores. Entre los modelos de la competencia inspirados en el Corvair Monza figuran el Ford Falcon Futura y Futura Sprint; y los modelos 440-H y Rogue de Rambler American. La mayoría de los compactos deportivos estaban propulsados por los mismos motores económicos de seis cilindros que los turismos equivalentes con los que compartían plataforma, pero en algunos casos estaban disponibles motores V8 opcionales junto con transmisiones manuales de cuatro velocidades.

### 1964-1966: Lanzamiento inicial
El primer pony car que se lanzó fue el Plymouth Barracuda, que salió a la venta el 1 de abril de 1964 (dos semanas antes que el Ford Mustang). Se lanzó como un cupé fastback, basado en la plataforma del Plymouth Valiant. La precaria situación financiera de Chrysler significó que había un presupuesto de desarrollo limitado para el Barracuda, lo que condujo a un diseño comprometido. El coche fue criticado por no distinguirse suficientemente del Valiant, y su estilo provocó reacciones encontradas. Como resultado, sus ventas fueron mucho menores que las del Mustang.
En Ford, el ejecutivo Lee Iacocca había encargado estudios de mercado que sugerían que si se podía ofrecer un automóvil deportivo de aspecto único a un precio asequible, encontraría muchos compradores. Por lo tanto, la compañía continuó con el desarrollo de un deportivo 2+2 basado en la plataforma del Ford Falcon, lo que condujo al lanzamiento del Ford Mustang de 1965 el 17 de abril de 1964, que estaba disponible como cupé y descapotable de dos puertas, y tenía un estilo único. Su aspecto exterior estaba marcado por "un capó largo, y una capota corta". En su especificación base, el tren motriz era típico de un modelo "económico": un motor de seis cilindros y 170 plg³ (2,8 L), con una transmisión manual de tres velocidades. Su atractivo precio base de 2368 dólares incluía asientos individuales, alfombrado, palanca de cambios en el piso, volante deportivo y cubiertas completas para las ruedas. Sin embargo, opciones como motores V8, caja de cambios manual de cuatro velocidades, aire acondicionado y dirección asistida podían aumentar el precio hasta en un 60%, lo que hacía que este tipo de versiones fueran muy rentables para Ford.
El Mustang fue un enorme éxito, con las previsiones de ventas del primer año de 100.000 unidades desbordadas desde el primer día, cuando los concesionarios Ford aceptaron pedidos por un volumen de 22.000 vehículos, lo que obligó a la empresa a incrementar la producción a mediados de año. Las ventas extendidas del modelo de aquel año totalizaron 618.812 unidades. El Mustang rompió todos los récords de ventas de automóviles posteriores a la Segunda Guerra Mundial, "creando la locura del pony car que pronto adoptaron sus competidores".
El Mustang de 1965 sirvió de modelo para la nueva clase de automóviles. El término "pony car" fue acuñado por el editor de la revista Car Life, Dennis Shattuck. Las características de estos coches se definieron así:
- Un automóvil compacto deportivo para las masas,[23] que podía transportar a cuatro personas
- Perfil de capó largo, maletero corto y estilo de "boca abierta"[24]
- Precio base asequible (por debajo de 2500 dólares de 1965)
- Amplio abanico de opciones para individualizar cada coche
- Fabricado con piezas producidas en serie compartidas con otros modelos
- Mercadotecnia y publicidad orientadas a los jóvenes

La mayoría se produjeron con motores económicos de seis cilindros o V8 pequeños y, a pesar de que los motores potentes se ofrecieron en paquetes integrados con otros extras, la mayoría se vendieron con motores de seis cilindros o motores V8 relativamente pequeños. Los modelos de alto rendimiento tuvieron ventas reducidas y se limitaron en gran medida a unidades para competiciones de resistencia y pruebas de carretera, o con destino a procesos de homologación para las carreras.

### 1967-1970: Expansión del segmento
Inicialmente, los directivos de General Motors pensaron que el Chevrolet Corvair de 1965 rediseñado (un automóvil compacto con motor trasero) sería un desafío adecuado para el Mustang. Sin embargo, cuando quedó claro que el propio Corvair estaba condenado, se introdujo el Chevrolet Camaro, un modelo más convencional basado en el Nova del año 1967, construido sobre la nueva plataforma de carrocería F de GM, un diseño con motor delantero convencional. Unos meses más tarde, se presentó el Pontiac Firebird, basado en el Camaro.
Por su parte, Ford rediseñó el Mustang del año 1967, que se convirtió en la base del exclusivo Mercury Cougar dotado con una distancia entre ejes más larga.
American Motors presentó su primer pony car en 1967 con el AMC Javelin. Se describió como un "ejemplo espacioso, cómodo, lleno de vida y atractivo del llamado 'pony car', el tipo de automóvil que aparece cada vez más en las carreteras estadounidenses".
El Dodge Challenger, esencialmente un Barracuda agrandado, se unió al ya abarrotado segmento en 1969.
El segmento de mercado de los pony cars estaba madurando, y los cuatro fabricantes de automóviles nacionales estaban construyendo versiones de la configuración con capó largo y plataforma corta que había desarrollado Ford. El término pony car se aplicó a todas las versiones de estas plataformas, desde los modelos básicos hasta los modelos muscle car de alto rendimiento, coincidiendo con el auge de las carreras respaldadas por las fábricas para obtener ventajas de difusión en el mercado. La competencia entre los fabricantes fue tan feroz que la carrera Trans-Am entre 1966 y 1972 se describió como "The Pony Car Wars" (La Guerra de los Coches Pony).
Si bien las ventas se mantenían sólidas a finales de la década de 1960, el mayor valor de esta clase de coches fue generar lealtad a la marca, particularmente entre el crucial mercado juvenil. En 1970, la revista Car and Driver publicó que, si bien muy pocos conductores de un pony car compraron un segundo, alrededor del 50% compró otro modelo del mismo fabricante. Aun así, ya en 1969 las ventas estaban comenzando a disminuir, cayendo al 9% del mercado total desde un pico del 13% en 1967.
Inspirándose directamente en el Ford Mustang, Ford de Europa comenzó la producción del Ford Capri en 1968, (utilizando la plataforma y la línea motriz Cortina MkII y algunos componentes del Escort), mientras que GM de Europa presentó el Opel Manta y el Vauxhall Firenza. En abril de 1970, el Capri comenzó a importarse de Europa y se vendió en los concesionarios Lincoln-Mercury.
El éxito del Mustang también inspiró la creación del cupé compacto Toyota Celica, que se lanzó en 1970, aunque Toyota ya había presentado anteriormente el Toyota 1600 GT de 1967, un modelo de dos puertas y techo rígido con un motor DOHC de cuatro cilindros y dos carburadores, y con una transmisión manual de cinco velocidades. Al igual que el Mustang, el Celica se fabricó utilizando la plataforma de un automóvil económico; aunque era 23 pulgadas (580 mm) más corto que el Mustang y no ofrecía un motor V8. Varios fabricantes de automóviles japoneses vendieron cupés compactos en los Estados Unidos como competidores de menor tamaño. Sin embargo, ninguno de ellos produjo un verdadero pony car.

### 1971-1975: Automóviles más grandes, ventas en declive
Al igual que con muchos rediseños de automóviles, cada generación sucesiva se hizo más grande, más pesada, más costosa y más orientada a la comodidad. Esta tendencia hacia modelos más grandes y orientados a la comodidad también estuvo influida por las preferencias de muchos compradores, que a finales de la década de 1960 y principios de la de 1970 compraron equipos opcionales y modelos con precios más altos. Ejemplos del aumento de tamaño y peso de los pony cars son:
- El Dodge Challenger de 1970 era solo un poco más pequeño externamente que su compañero convencional, el Dodge Coronet, un sedán de cuatro puertas de tamaño intermedio. El Challenger era menos de 200 lb (91 kg) más ligero que un sedán intermedio típico.
- El AMC Javelin de 1971 medía 191,8 pulgadas (4872 mm) de largo, 10 pulgadas (254 mm) más largo que el Ford Mustang de 1965.
- El Ford Mustang de 1973 era 8,5 pulgadas (216 mm) más largo; 5,9 pulgadas (150 mm) más ancho y 600 lb (272 kg) más pesado que el Mustang original de 1965.

La disponibilidad de motores V8 aumentó linealmente su rendimiento, pero subrayó las limitaciones de la suspensión, de los frenos y de los neumáticos. Además, las prestaciones de los motores de seis cilindros y las de los V8 pequeños de especificaciones más bajas, se vieron perjudicadas por el aumento de masa de estos coches.
En 1970 los compradores ya se estaban alejando de los pony cars, trasladando sus preferencias a los coches compactos más pequeños o a las versiones más lujosas de los turismos convencionales. Además, sus ventas se vieron obstaculizadaa por las altas tasas de seguro y por el aumento de las restricciones a los automóviles de alto rendimiento. En los años siguientes, la potencia de los deportivos comenzó a reducirse como resultado de las regulaciones contra la contaminación más estrictas. En 1972, los deportivos pequeños importados estaban aumentando en popularidad y los pony cars norteamericanos ya no se vendían bien. Los observadores de la industria pensaban que el Chevrolet Camaro y el Pontiac Firebird podrían dejar de producirse después del modelo del año 1973.
La crisis del petróleo de 1973 dejó a los modelos grandes y pesados fuera el mercado. El Mustang, que había crecido hasta convertirse en un automóvil de tamaño intermedio que enamoró a muchos compradores, se redujo de tamaño en su segunda generación; este Ford Mustang II de 1974 se comercializó como un subcompacto de bajo consumo de combustible con paquetes de equipamiento deportivo o de lujo. Inspirado en deportivos importados más pequeños, como el Toyota Celica y el Ford Capri, el nuevo Mustang II se presentó unos meses antes del embargo de petróleo de 1973. Para competir con estos subcompactos deportivos, General Motors presentó el Chevrolet Monza de 1975 y sus variantes de ingeniería de marca. Los pony cars de GM (el Chevrolet Camaro y el Pontiac Firebird) casi llegaron a cancelarse, pero finalmente permanecieron en producción.
Chrysler Corporation no redujo el tamaño de sus coches de esta clase, pero dejó de producir el Dodge Challenger y el Plymouth Barracuda después del modelo del año 1974. El AMC Javelin también se canceló después de 1974. Por su parte, el Mercury Cougar de 1974, originalmente diseñado como una versión de lujo del Ford Mustang, cambió de segmento, ya que fue mejorado y comercializado en el segmento de los coches de lujo de uso personal.

### 1976-2004: Resurgimiento de la popularidad y del rendimiento
La popularidad de los pony cars aumentó a finales de la década de 1970 con ejemplos que aparecieron en películas y programas de televisión, como el Pontiac Firebird Trans Am en Smokey and the Bandit, el Pontiac Firebird en The Rockford Files y el Ford Mustang II Cobra II en Los ángeles de Charlie. La opción de alto rendimiento "Z28" para el Chevrolet Camaro se suspendió después de 1974, sin embargo, resucitó en 1977 debido a la popularidad del Pontiac Firebird Trans Am.
La tercera generación del Ford Mustang, lanzada en 1979, se rediseñó utilizando la plataforma Ford Fox (más grande) y se comercializó con una imagen deportiva renovada. También sirvió de base a la segunda generación del Mercury Capri, que reemplazó a la primera generación construida en Europa y que pasó a estar disponible con un motor V8.
Chrysler Corporation, acosada por problemas financieros, no revivió el pony car, sino que ofreció cupés más pequeños como el Dodge Daytona y el Chrysler Conquest (un Mitsubishi Starion con los emblemas modificados) como sus modelos deportivos.
American Motors Corporation permaneció ausente del segmento, aunque el subcompacto AMC Spirit de 1979 se comercializó como un competidor de las versiones con puerta trasera del Ford Mustang. El Spirit estaba disponible con motores de cuatro cilindros, seis cilindros y V8, y la gama incluía modelos deportivos "GT" y "AMX". En 1982, el Spirit GT se convirtió en el primer pony car de Estados Unidos con una transmisión manual de 5 velocidades.
A principios de la década de 1980, las preocupaciones sobre la economía de combustible llevaron a Ford a considerar seriamente reemplazar el Mustang por un modelo más pequeño de tracción delantera (que finalmente apareció como Ford Probe). El Chevrolet Camaro y el Pontiac Firebird escaparon de un destino similar con el programa "GM-80" de tracción delantera de General Motors, cancelado durante su desarrollo. Las preocupaciones sobre las emisiones y el ahorro de combustible también llevaron al Chevrolet Camaro y al Pontiac Firebird de 1982 a estar disponibles con motores de cuatro cilindros por primera vez.
La introducción de la inyección de combustible en los motores V8 a mediados de la década de 1980, como el motor Ford "5.0" (disponible en el Ford Mustang de 1986) y el motor "LB9" de General Motors (introducido en el Chevrolet Camaro IROC-Z de 1985 y en el Pontiac Firebird Trans Am) benefició a los pony cars con mayor potencia y economía de combustible. Sin embargo, la disminución de las ventas y la creciente popularidad de los todoterrenos y los utilitarios deportivos finalmente llevaron a que el Firebird y el Camaro dejaran de producirse después de 2002, dejando al Mustang como el único representante de la clase construido en Estados Unidos que quedaba, hasta que se presentó el Dodge Challenger de 2008.

### 2005-presente: Renacimiento del estilo retro
Desde la década de 1980, el dilema al que se enfrentan los fabricantes de automóviles cuando ofrecen pony cars es la falta de plataformas producidas en masa para usarse como base para construirlos. A diferencia de mediados de la década de 1960, la mayoría de los compactos modernos son de tracción delantera con motores de cuatro o seis cilindros, y diseñar una plataforma de tracción trasera y alto rendimiento es una propuesta costosa.
La quinta generación del Ford Mustang lanzada en 2005, era el único pony car que quedaba en el momento de su presentación. El éxito del Mustang inspiró la presentación de la tercera generación del Dodge Challenger en 2008, seguido del Chevrolet Camaro de quinta generación en 2010. A diferencia de los pony cars anteriores, el Challenger y el Camaro de quinta generación se construyeron sobre plataformas de modelos de tamaño completo. El Mustang y el Camaro se vendieron con estilos de carrocería cupé y convertible, mientras que el Challenger se vendió solo como cupé.
La siguiente generación incluyó el Ford Mustang VI de 2015 y el Chevrolet Camaro de sexta generación de 2016. El Mustang fue el primer pony car con suspensión trasera independiente, un motor turboalimentado de cuatro cilindros y sentido de la circulación requerido para mercados de exportación específicos. Por su parte, el Camaro de sexta generación se redujo de una plataforma de tamaño completo a una plataforma de tamaño medio, más en línea con sus dimensiones tradicionales.
El primer pony car con tracción a las cuatro ruedas fue el Dodge Challenger GT de 2017.
Se espera que la cuarta generación del Dodge Challenger, prolongando la longeva historia del coche, sea el pony car de GM para el año 2023.

## Carreras de automovilismo
- El renacimiento del pony car de la década de 2000 también vio un renovado interés por la competición, comenzando con las NASCAR Xfinity Series (entonces conocidas como "Nationwide Series") en 2010, donde se introdujeron el Dodge Challenger y el Ford Mustang.[61][62][63]
- Los pony cars modernos también han competido en las Rolex Sports Car Series, en el SCCA World Challenge y en el Michelin Pilot Challenge. El Ford Mustang y el Chevrolet Camaro han sido homologados para carreras del Grupo GT3, y el Ford Mustang fue homologado en 2017 para las Series GT4 Europeas.

## Ejemplos
- AMC Javelin (1968-1974)
- Chevrolet Camaro (1967–2002; 2010–presente)
- Dodge Challenger (1970–1974; 2008–presente)
- Ford Mustang (1964-presente)
- Mercury Capri (1979–1986)
- Mercury Cougar (1967-1973)
- Plymouth Barracuda (1964-1974)
- Pontiac Firebird (1967-2002)